# جانغ دويون
جانغ دويون (بالكورية: 장도연)‏ هي ممثلة كورية جنوبية، ولدت يوم 10 مارس 1985 في مقاطعة يونغغوانغ في كوريا الجنوبية.

## روابط خارجية
- لا بيانات لهذه المقالة على ويكي بيانات تخص الفن